# Briesensee (Neu Zauche)

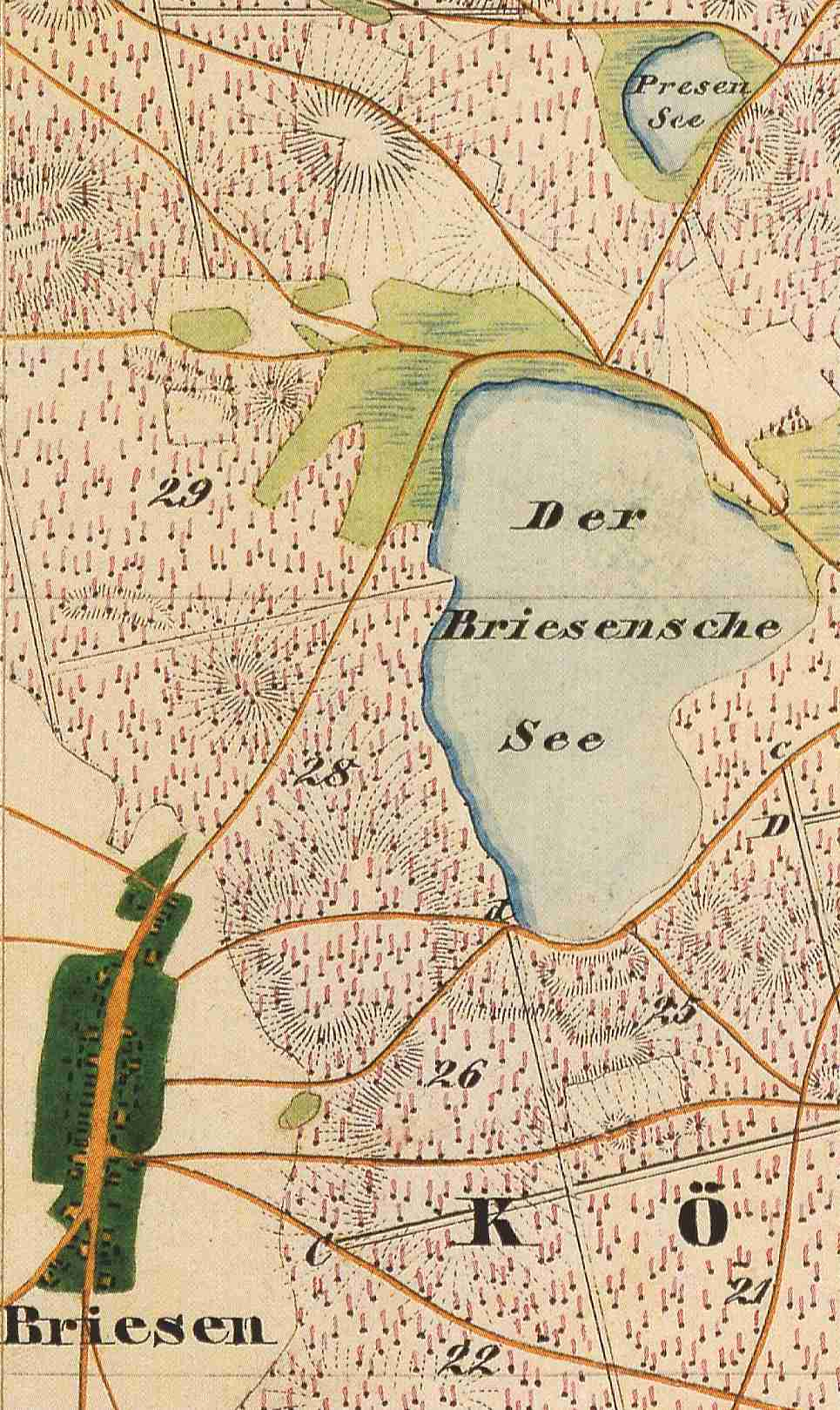
Briesensee auf dem Urmesstischblatt 4050 Straupitz von 1846

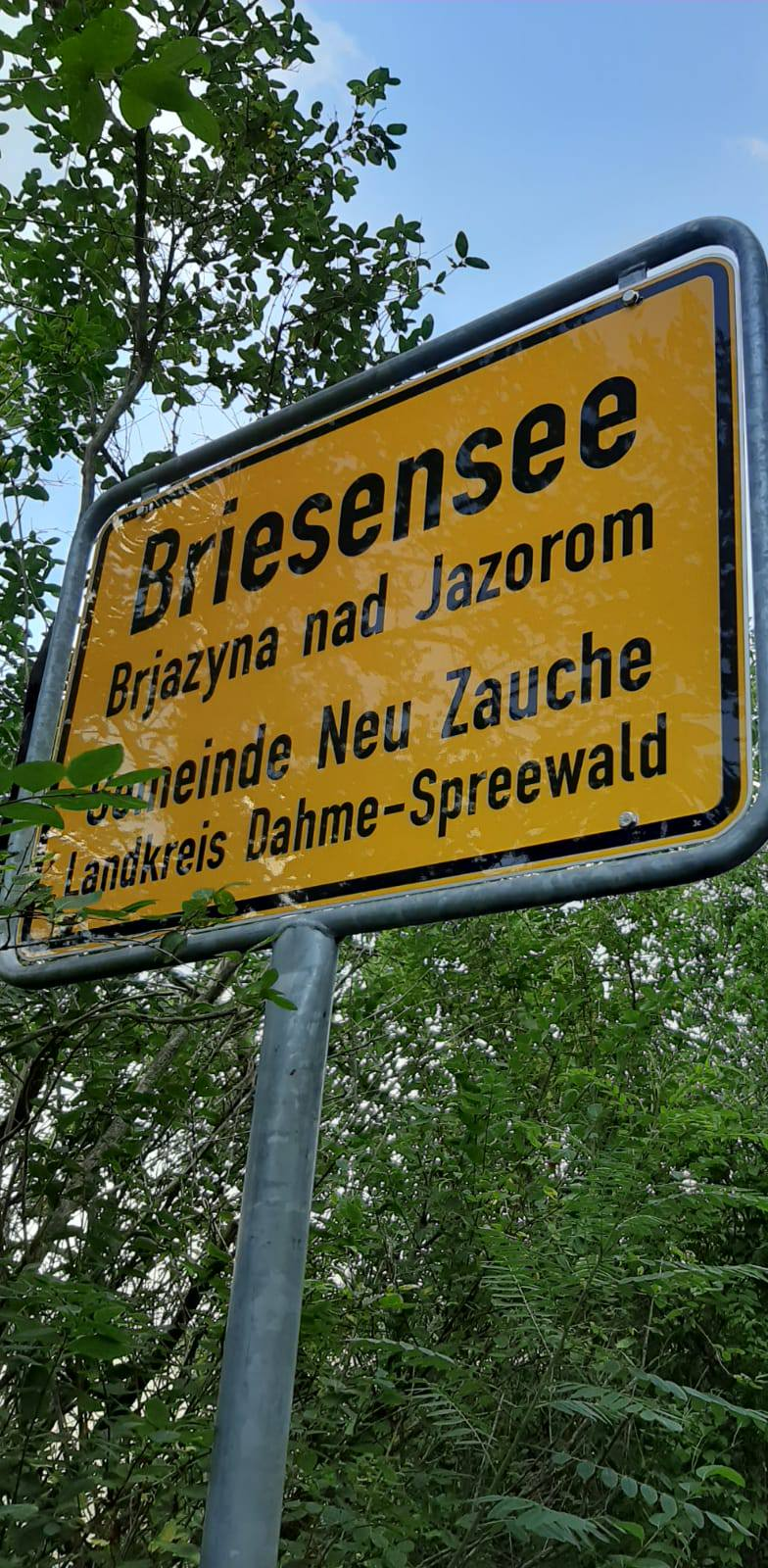
Ortsschild Briesensee

Briesensee, niedersorbisch Brjazyna nad Jazorom, ist ein Ortsteil der Gemeinde Neu Zauche im Landkreis Dahme-Spreewald in Brandenburg. Der Ort gehört dem Amt Lieberose/Oberspreewald an und war bis zum 26. Oktober 2003 eine eigenständige Gemeinde. Bis zum Jahr 1939 hieß der Ort Briesen bzw. Briesen bei Lübben.

## Lage
Briesensee liegt von Kiefernwäldern umgeben in der Niederlausitz knapp acht Kilometer östlich von Lübben am nördlichen Rand des Spreewaldes und gehört zum amtlichen Siedlungsgebiet der Sorben/Wenden. Die Gemarkung von Briesensee grenzt im Norden an Biebersdorf, im Nordosten an Klein Leine, im Osten an Caminchen, im Südosten an Neu Zauche und Wußwerk, im Süden an Alt Zauche mit Burglehn, im Südwesten an Radensdorf und im Westen ein kurzes Stück an die Stadt Lübben.
Durch Briesensee verläuft die Landesstraße 444 von Burglehn nach Groß Leine. Die Bundesstraße 320 ist etwa acht Kilometer entfernt. Nördlich des Ortes liegen der Briesener See mit einem Campingplatz und Badestrand sowie das Landschaftsschutzgebiet Briesener Luch. Zu Briesen gehört der bewohnte Gemeindeteil Am See (Pśi Jazorje).

## Geschichte
Briesensee wurde erstmals am 15. Januar 1421 als Boßen urkundlich erwähnt. Der Ortsname ist von dem sorbischen Wort „brjaza“ für Birke abgeleitet. Der ursprünglich Briesen genannte Ort gehörte ursprünglich zum Markgraftum Niederlausitz und war Teil der böhmischen Kronländer. Durch den Prager Frieden wurde die Niederlausitz 1635 an das Kurfürstentum Sachsen abgetreten. Briesen war dem Amt Neu Zauche unterstellt und hatte Anfang des 19. Jahrhunderts 950 Gulden Schatzung abzutreten. Im Jahr 1806 wurde das Kurfürstentum Sachsen zum Königreich erhoben. Bei der auf dem Wiener Kongress beschlossenen Teilung Sachsens wurde die Niederlausitz dem Königreich Preußen zugeordnet, wo Briesen der Provinz Brandenburg angeschlossen wurde.
Bei der Gebietsreform von 1816 wurde Briesen Teil des Landkreises Lübben. Anfang der 1840er-Jahre gab es in dem Ort 46 Wohngebäude und 304 Einwohner. Kirchlich gehörte Briesen seit jeher zu Neu Zauche. 1864 hatte Briesen 47 Wohnhäuser und 423 Einwohner. Bei der Volkszählung vom 1. Dezember 1871 hatte die Landgemeinde Briesen 407 Einwohner in 84 Haushalten. Von den Einwohnern waren 200 männlich und 207 weiblich; 88 Einwohner waren Kinder unter zehn Jahren. Alle Einwohner von Briesen waren zu diesem Zeitpunkt evangelisch-lutherischer Konfession. Das Amt Neu Zauche wurde 1874 aufgelöst.
Zur Unterscheidung von anderen Orten mit dem Namen Briesen wurde dem Dorf zunächst der Namenszusatz bei Lübben angehängt, 1939 wurde der Ort schließlich in Anlehnung an den nördlich gelegenen Briesener See in Briesensee umbenannt. Nach dem Ende des Zweiten Weltkrieges gehörte die Gemeinde zur Sowjetischen Besatzungszone und ab 1949 zur DDR. Bei der Kreisreform am 25. Juli 1952 wurde Briesensee dem Kreis Lübben im Bezirk Cottbus zugeordnet. Nach der Wiedervereinigung lag Briesensee zunächst im Landkreis Lübben in Brandenburg, der im Dezember 1993 im neuen Landkreis Dahme-Spreewald aufging. Am 26. Oktober 2003 wurde Briesensee nach Neu Zauche eingemeindet.

## Bevölkerungsentwicklung
| Jahr | Einwohner |
| ---- | --------- |
| 1875 | 369       |
| 1890 | 364       |
| 1910 | 321       |
| 1925 | 301       |
| 1933 | 277       |
| 1939 | 258       |
| 1946 | 346       |
| 1950 | 333       |
| 1964 | 291       |
| 1971 | 280       |
| 1981 | 266       |
| 1985 | 258       |
| 1989 | 248       |
| 1995 | 255       |
| 2002 | 242       |

Ernst Tschernik zählte im Jahr 1956 in Briesensee einen sorbischsprachigen Bevölkerungsanteil von lediglich 0,6 %.

## Nachweise
1. ↑  Gemeinde- und Ortsteilverzeichnis des Landes Brandenburg. Landesvermessung und Geobasisinformation Brandenburg (LGB), abgerufen am 17. Mai 2021.
2. ↑  Topographisch-statistische Uebersicht des Regierungs-Bezirks Frankfurt a. d. O. Gustav Harnecker’s Buchhandlung, Frankfurt a. O. 1844, S. 167.
3. ↑  Topographisch-statistisches Handbuch des Regierungs-Bezirks Frankfurt a. O. Verlag von Gustav Harnecker u. Co., Frankfurt a. O. 1867, S. 193.
4. ↑  Königliches Statistisches Bureau: Die Gemeinden und Gutsbezirke des Preußischen Staats und ihre Bevölkerung. Teil II: Provinz Brandenburg, Berlin 1873, S. 192f. Nr. 11.
5. ↑  Der Ortsteil Briesensee. In: lieberose-oberspreewald.de. Amt Lieberose/Oberspreewald, abgerufen am 4. Juni 2017.
6. ↑  Historisches Gemeindeverzeichnis des Landes Brandenburg 1875 bis 2005. (PDF; 331 KB) Landkreis Dahme-Spreewald. Landesbetrieb für Datenverarbeitung und Statistik Land Brandenburg, Dezember 2006, abgerufen am 4. Juni 2017.
7. ↑  Ludwig Elle: Sprachenpolitik in der Lausitz. Domowina-Verlag, Bautzen 1995.